# Ndame
Cet article possède un paronyme, voir Ndam (homonymie).
Ndame est une localité du Sénégal, située dans le département de Mbacké et la région de Diourbel, au centre-ouest du pays. C'est le chef-lieu de l'arrondissement de Ndame.